# 阿图尔·索比希
阿圖爾·索別赫（波蘭語：Artur Sobiech，1990年6月12日—）是波蘭的一位足球運動員。在場上司職前鋒。他現在效力于波蘭足球甲級聯賽球隊波茲南萊克足球俱樂部。他也代表波蘭國家足球隊參賽。

## 外部連結
- 90minut.pl网站上阿图尔·索比希的资料（波兰語）
- Soccerway資料庫：阿图尔·索比希